# 約翰·埃爾坎
約翰·菲利普·雅各·埃爾坎（義大利語：John Philip Jacob Elkann，1976年4月1日—）生於美國紐約州纽约，是一名義大利裔美國企業家，他的外祖父是義大利企業家賈尼·阿涅利，賈尼在他的姪子喬瓦尼·阿爾貝托·阿涅利於1997年逝世後，便指定埃爾坎為他的繼承人。他目前擔任跨國汽車製造商斯泰蘭蒂斯董事長，並且是阿涅利家族控股的投資公司EXOR之董事長兼首席執行長，該公司旗下握有百慕達國際再保險公司PartnerRe、法拉利汽車、凱斯紐荷蘭工業及尤文图斯足球俱乐部之經營主導權。埃爾坎在塞吉歐·馬奇翁因健康因素請辭後，於2018年7月獲任命為法拉利汽車董事長，並在2020年12月路易斯·卡米萊里辭去職位後擔任臨時首席執行長。

## 早年生涯
埃爾坎生於美國紐約州纽约，為家中長子，父親亞藍·埃爾坎具有法國猶太人及義大利猶太人血統，為紐約當地的記者及作家，母親為瑪格麗塔·阿涅利，埃爾坎的雙親於1981年離婚並各自再婚。埃爾坎的外祖父母分別為企業家賈尼·阿涅利及義大利名流瑪芮菈·阿涅利（生名Donna Marella Caracciolo di Castagneto）。
他的家中成員包含弟弟拉波及妹妹吉娜芙拉，以及母親與繼父赛尔日·德帕倫（Serge de Pahlen）所生五名同母異父之兄弟姊妹，包含瑪莉亞（Maria，1983年生）、皮埃爾（Pierre，1986年生）、雙胞胎蘇菲及安娜（Sophie、Anna，1988年生）及塔蒂亞娜（Tatiana，1990年生）。
埃爾坎曾於英國及巴西就讀小學，其後舉家搬遷至法國巴黎，並在1994年完成公立學校維克多-度瑞學院的科學業士學位。他在畢業後當年搬到義大利，於2000年取得都灵理工大学工程管理學位。埃爾坎隨著在各國的求學經歷，故精通四種語言。

## 職業生涯

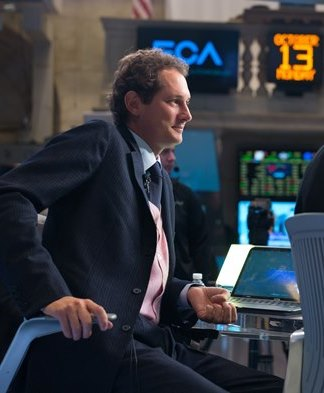
菲亚特克莱斯勒汽车於紐約證券交易所上市時的約翰·埃爾坎

埃爾坎在攻讀工程學位期間，具有至英格蘭伯明翰的車頭燈廠（1996年）、波蘭蒂黑的生產線（1997年）及法國里尔的汽車經銷商（1998年）等企業實習經驗，並在1999年於通用电气的企業倡議小組撰寫有關電子拍賣相關的論文。賈尼·阿涅利在其姪子喬瓦尼·阿爾貝托·阿涅利於1997年12月以享年33歲逝世後，指定埃爾坎為其繼承人。他在 21 歲時被任命為菲亞特董事會成員。他為了就近照顧年邁的外祖父，同時開始熟稔家族事業，因而選擇搬往杜林。在2000年從都灵理工大学畢業後，加入了奇異的企業審計計畫，並於2年後辭去相關職務。